# 默里 (威斯康星州)
默里（英語：Murry）是一個美國城镇，位於威斯康星州卢斯科县。根據2000年的人口普查，當地人口為275人。

## 地理
根据美国人口普查局，该镇的总面积為62.1平方英里，其中61.8平方英里為陸地，和0.3平方英里為水域。